# Put It in a Love Song
„Put It In a Love Song” este cel de-al treilea disc single extras de pe albumul The Element of Freedom, al cântăreței de origine americană, Alicia Keys. Fiind o colaborare cu interpreta de muzică R&B Beyoncé Knowles, cântecul va beneficia de promovare adiacentă în prima parte a anului 2010.